# هلنیک ویهکل
هلنیک ویهکل (انگلیسی: Hellenic Vehicle) شرکت خودروسازی یونانی است، که در سال ۱۹۷۲ تأسیس شد.